# Jonathan Moss
Jonathan Moss (Sunderland, 18 ottobre 1970) è un arbitro di calcio inglese.

## Biografia
Nato a Sunderland, vinse un torneo calcistico all'Università del Connecticut Centrale negli Stati Uniti, anche se si laureò all'Università di Leeds in educazione fisica. Venne ingaggiato per le giovanili del club della sua città di calcio, il Sunderland, e per il Millwall, abbandonando quest'ultima squadra per dedicarsi agli studi. Moss prese parte ai corsi Advanced Level di arbitraggio come parte integrante degli studi di educazione fisica, prima di essere qualificato ufficialmente come arbitro nel 1988.
Nel 1999 smise definitivamente la carriera da calciatore e viene assunto come professore di ginnastica in un college di Leeds. Qui ebbe come studente il futuro calciatore James Milner, che ebbe curiosamente l'occasione di espellere durante una partita di Premier League molti anni dopo, nel 2019.
Nel 2005 arbitra la finale playoff di National Conference (massima lega dilettantistica) tra Carlisle e Stevenage. Viene in seguito promosso in Football League, dirigendo come prima partita Shrewsbury-Rochdale.
Nel dicembre 2010 avrebbe dovuto arbitrare il suo primo incontro di Premier League, la partita tra Wigan ed Aston Villa, ma il match fu rinviato per neve. L'esordio però è solamente rimandato a gennaio 2011, quando dirige Blackpool-Birmingham City.
Nel 2015 è il direttore di gara della finale di Coppa d'Inghilterra 2015 tra Arsenal e Aston Villa, mentre nel 2019 dirige la finale di Coppa di Lega tra Chelsea e Manchester City.